# スキュラ

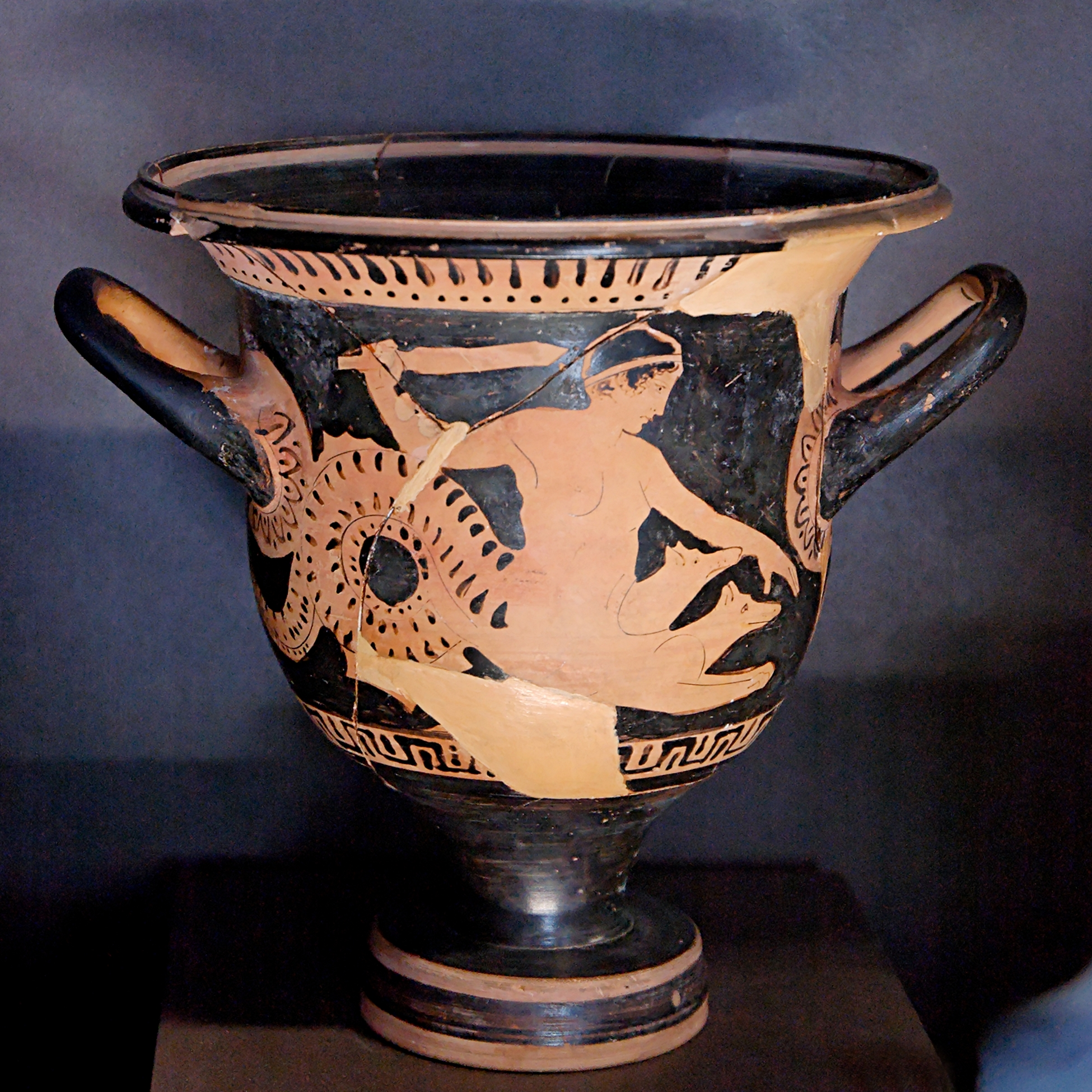
ボイオーティア出土の鐘型クラテールに赤絵式で描かれたスキュラ。紀元前450年-425年。ルーヴル美術館所蔵

スキュラ（古希: Σκύλλα、古代ギリシア語ラテン翻字: Skúlla、ラテン語: Scylla）、あるいはスキュレー（古希: Σκύλλη、古代ギリシア語ラテン翻字: Skúllē）は、ギリシア神話に登場する怪物、あるいはメガラの王女の名。その名は「犬の子」を意味する。

## 怪物と化したスキュラ

### 概要
『オデュッセイア』などに登場する。『オデュッセイア』では3列に並んだ歯を持つ6つの頭と12本の足が生えた姿と書かれているのみだが、『変身物語』では上半身は美しい女性で、下半身からは足の代わりに幾つかの犬の体が生えた姿をしているとされる。陶器画や彫刻では女性の上半身と魚の下半身を持ち、腰から複数の犬の前半身が生えた姿で描かれる。犬の頭でできた帯をしているともいわれる。かつてはニュムペーであった。壷絵では剣を持った姿で表されることもある。不死の存在だったといわれる。彼女は女神クラタイイース（「強い女」の意で、ヘカテーの別名だとも、海のニュムペーだともいわれる）の娘だとも、ポルキュースないしラピテース族のポルバースとヘカテー、またはテューポーンとエキドナの間の娘だともいわれ、ラミアーや、ポセイドーンの娘という説もある。

### 神話
スキュラに対し、大勢の男性が求婚を申し込んでいたが、常に拒み続けていた。海のニュムペーを訪ねては若者たちを素気無くあしらった経緯を話していたが、ニュムペーたちも彼女のことをとても気に入っていた。その一人、ガラテイアはスキュラに対して、かつて自分に恋したキュクロープスのポリュペーモスに、恋人アーキスを殺された話を語った。
あるとき、スキュラのもとに海の神の一柱、グラウコスが現れた。偶然出会ったスキュラに対して恋心を抱く彼に対し、突然のことに驚いた彼女は逃げ出し、海に面した山の上まで来るとそこから改めてグラウコスを眺めてみた。しかし、彼の長い髪、脚の代わりに生えている魚の尾などといった人間離れした姿には、やはり驚きを隠せなかった。そんな彼女に対しグラウコスは、自分は海神であり決して怪物ではないこと、元々は普通の漁師であったが、とある草を噛んでみたら突然水が恋しくなったこと、陸での生活を捨て海に潜った先で、海神たちが自分を神の仲間へ加え、オーケアノスとテーテュースによって浄められ人間的な部分をすっかり洗い流されたこと、そして今ではプローテウスやトリートーンなど、他の海神たちにも劣らない存在になったことなど、彼女の心をつなぎ止めようと必死に語りかけ、熱烈に求愛した。しかし、スキュラの心を射止めることはできなかった。彼がさらに話を続けようとしたのも虚しく、彼女は逃げてしまった。
グラウコスはスキュラのことを諦めきれず、魔術と薬学に深い知識を持つキルケーを訪ね、その呪文や薬草の力を使って、どうかスキュラとの恋を成就させてほしいと頼んだ。しかし、相談を受けたキルケー自身がグラウコスを気に入ってしまった。彼女は、彼に何の興味も持たない相手を求めようなどとせず、彼に対して恋している相手をこそ求めるべきであると言い、スキュラよりも自分を選ぶように勧めたが、グラウコスは頑として聞き入れようとはしなかった。このことにキルケーは激昂したが、グラウコスへの恋心は変わらなかったため、彼に対して危害を加えるような考えは起こらず、代わりに、恋敵であるスキュラに怒りの矛先を向けた。スキュラが特に気に入っていた場所の一つに、とある小さな淵があった。日差しが特に強い時には、この場所を訪れるのであった。そこで、キルケーは得意の魔術と薬学の知識で毒薬を作り、これをその淵の水に流してから呪文を唱えた。
何も知らないスキュラがその場所にやってきて、水に入った。そして、腰まで水に浸かったとき、突然彼女の腹部を凶暴な犬が取り巻いた。その恐怖に彼女は怯え、その場から逃げ出そうとするが、犬たちは全く離れようとしない。そして彼女が自分の脚に触れようとしても肝心の脚はなく、ただ暴れる犬たちの顔があるのみであった。スキュラを取り巻いていると見えた犬たちの姿は、実は彼女自身の身体の一部だったのである。こうしてスキュラは、キルケーの毒薬により、上半身は美しい姿のまま下半身からは幾つもの犬の体が生えた姿へと変わってしまった。グラウコスはそんな彼女を見て悲しみ、彼女にそのような仕打ちをしたキルケーとの関係を絶ったという。また、ポセイドーンがスキュラを愛したためアムピトリーテーがキルケーに頼んで怪物にしたとも、グラウコスを愛したスキュラがポセイドーンを拒んだため怪物にされたともいわれる。
後にトロイア戦争がギリシアの勝利をもって終戦を迎えると、ギリシア勢の英雄オデュッセウスと彼の率いる仲間たちを乗せた船はトロイアから帰るべく航海をしたが、その最中にシケリア島の近くを通りかかった。一行はあらかじめ、この場所を通る際には、カリュブディスとスキュラ、ふたつの怪物に注意するようにとキルケーに言われていた。カリュブディスは巨大な渦で一日に三度、船を含めたあらゆるものを呑みこみ、三度吐き出すという怪物であった。カリュブディスの方を通れば全滅だがスキュラなら6人の仲間が犠牲になるだけで済むのでそちらを通るしかなかった。その一行に対しスキュラは、6本のとても長い首を伸ばすと、それで6人の船員を襲い、そのまま連れ去ってしまった。船は何とかその場を切り抜けることができたが、オデュッセウスもスキュラに対してはなすすべを持たず、襲われた船員の悲鳴を、ただ聞いていることだけしかできなかった。このように、彼女は近くを通りかかる船に襲い掛かり、乗組員を6人ずつ食い殺す怪物となってしまったのである。
この他にも、ヘーラクレースがゲーリュオーンの牛を連れて帰る途中でスキュラがその牛を食べたので、ヘーラクレースが彼女を退治したが、ポルキュースが魔法で蘇らせたという話もある。また、アルゴナウタイがコルキスからの帰路で通った際には、ヘーラーの加護があったため無事通過している。
スキュラは最後に岩礁に変えられたといわれる。それでも、付近を通る船の船員からは避けられたという。オデュッセウス一行の後に、トロイア方の英雄アイネイアースと、彼が率いるトロイア人の生き残り一行がシケリア島の付近を通ったが、その時既にスキュラは岩礁と化した後だった。

## メガラ王女のスキュラ

### 概要（メガラ王女）
メガラ王ニーソスの娘である。オウィディウスの『変身物語』などで言及され、メガラに侵攻してきたクレーテー島の王ミーノースに恋するあまり、父のニーソスを裏切ったという。

### 神話（メガラ王女）
クレーテー島の王ミーノースはある時、メガラへ戦争を仕掛けた。ミーノースの子アンドロゲオースはアテーナイにて開かれたパンアテーナイア祭にて優勝したのだが、その時のアテーナイ人の競技相手がアンドロゲオースに嫉妬し、彼を殺したのである（優勝した彼をアテーナイ王アイゲウスが牡牛退治に向かわせた結果、死なせてしまったという説もある）。このことに怒り、ミーノースは武力を行使してアテーナイを攻めるのだが、彼はまた、アイゲウスの兄弟ニーソスが統治していたメガラに対する侵攻も行った。
ニーソスの髪の中には白髪に交じって緋色の毛（紫の毛または金の房毛ともいわれる）が一房あった。神託により、この毛が生えている間は、彼の王権は保障されていた。事実、クレーテーの侵攻が開始されてから半年が経過しているにもかかわらず、メガラの町はいまだ健在であった。
そんな中、メガラの王女であるスキュラは、戦争が始まってからたびたび城の塔の上から戦闘の行方を眺めていた。彼女は町を包囲している敵の武将たち、ひとりひとりのいでたちは無論のこと、その名前さえも覚え、特に興味を示したのが、クレーテーの王かつ軍勢の総大将のミーノースだった。彼の圧倒的な戦いぶりを見ているうちに、スキュラは彼に恋心を抱き、ミーノースのために何か自分にできることはないか、と考えるまでに至った。彼女は色々考えた末、ニーソスの緋色の髪の毛をミーノースに渡して彼に取り入ることを決めた。
そして父が眠っている隙に忍び寄り、その髪の毛を奪い取ることに成功した。スキュラは自力でミーノースの下まで行き、彼に例の髪の毛を差し出した。そして、驚く彼に対して、自分がメガラの王女であることを告げ、父の国と家の守り神である毛を彼に渡し、愛する彼自身以外のどんな報酬も一切求めないことを告げた。しかしミーノースの方は、その贈り物に尻込みし異常事態に困惑した。そして彼女に対し、神々や世界によって閉め出されてしまえ、クレーテーの地を汚させるわけにはいかない、などと罵った。クレーテーがメガラを攻め落とすと、ミーノースはメガラに対し公正な法をしいた後、早々に軍勢を引き上げることにした。クレーテーの艦隊が撤収していくのを見てスキュラは怒り狂い、海に潜り込むと猛烈な勢いで艦隊に追いつき、船の船尾にしがみついた。しかし、そこに一羽の金色の翼を持つ尾白鷲が飛んできて、彼女を襲った。それはニーソスが姿を変えたものであった。恐ろしさのあまりスキュラは、船尾から手を離してしまった。そして、彼女はキーリス(Ciris)という一羽の鳥（または魚）に姿を変えた。
以上は後代の神話であり、元の神話ではニーソスの緋色の髪の毛が抜かれると、彼は死ぬだろうとの神託がされていた。父を裏切ったら結婚するという約束をミーノースと交わしたスキュラはこの髪の毛を切り、彼を殺した。その後ミーノースは彼女の足を船尾に綱で繋ぎ溺死させたという。神々は彼女を憐れみ白鷺に変えた（雲雀に変えられたともいわれる）。